# Pierrette Marcelle Poirier
Pour les articles homonymes, voir Poirier (homonymie).
Pierrette Marcelle Poirier, née Prous, dite Cathie ou Cathy, est une résistante française née le 26 janvier 1909, morte le 14 janvier 1998 à Poitiers. Elle est reconnue Juste parmi les nations par Yad Vashem en 1979 pour son action en faveur des Juifs pendant la Seconde Guerre mondiale, particulièrement auprès d'une centaine d'enfants dont elle s'occupe personnellement. Son organisation permet le sauvetage de 238 enfants juifs, ainsi que de réfractaires au STO. 

## Biographie
Pierrette Marcelle Prous est née en 1909 à Cluis dans l'Indre. Elle épouse M. Poirier.
Au début de la Seconde Guerre mondiale, pendant l'Occupation, Pierrette Marcelle Poirier est réfugiée à Poitiers. Comme membre du Secours national, elle entre en contact avec les Tziganes et les Juifs internés dans le camp de la route de Limoges, et avec les enfants détenus en résidence surveillée dans une maison de Poitiers. 
Elle y rencontre le Père Jean Fleury, qui lui confie en septembre 1941 deux enfants qu'elle emmène en zone Sud chez un ami, à Châteauroux. Par l'intermédiaire de cet ami, et de la secrétaire départementale de l'Union générale des Israélites de France dans l'Indre, elle entre en contact avec le réseau Amitié chrétienne. Revenue à Poitiers, Marcelle Poirier continue son activité auprès des enfants. Elle fournit également des faux papiers aux Juifs cherchant à s'échapper. 
Sa propre sécurité étant menacée, elle repasse en zone libre pour s'installer à Châteauroux en 1942. Elle y œuvre pour le réseau Amitié chrétienne, et devient assistante sociale pour l'Œuvre de secours aux enfants (OSE) dont elle est une des responsables départementales. Elle doit rechercher des familles d'accueil, fabriquer des fausses identités pour les enfants, et conserver leur identité pour les identifier après la guerre. 
Le réseau de « Cathie » Poirier est constitué de multiples intervenants. Un prêtre, l'abbé Brossolette, sert de passeur. Des institutions comme un orphelinat à Pellevoisin, la pension catholique Jeanne d'Arc à Argenton, un collège au Blanc permettent d'héberger temporairement les enfants. Des fonctionnaires de mairie et des agents de préfecture établissent de faux papiers. Le président de la chambre de commerce de Châteauroux facilite l'obtention de dons en nature, et un tailleur habille les jeunes fugitifs. 238 enfants sont ainsi sauvés par son organisation.
Marcelle Poirier s'occupe elle-même d'une centaine d'enfants, leur trouve des lieux d'hébergement et de refuge, et règle les pensions aux familles d'accueil. Elle visite régulièrement chacun de ces enfants, pour s'assurer qu'ils sont correctement logés et bien traités.
Elle s'épuise en visites, au détriment de sa santé. Le P. Fleury, Germaine Ribière et « Amitié chrétienne » lui envoient deux assistantes, Madame Martin et Madame Aguire, pour la décharger d'une partie de ses activités et pour s'occuper d'elle,.
À partir de mi-1943, tout en continuant ces activités de sauvetage des enfants juifs, « Cathie » Poirier se met à s'occuper aussi des réfractaires au Service du travail obligatoire. Aidée par son réseau de connaissances, par l'OSE, par Amitié chrétienne et par le réseau Écarlate, elle prospecte les entreprises et les lieux d'accueil, fournit des faux papiers aux réfractaires et les place en sûreté.
Trop exposée à Châteauroux par ses nombreuses activités illégales, elle s'en échappe en mars 1944 pour se réfugier à Pau. Elle y reste quelques mois, jusqu'à la Libération.
Après la guerre, revenue à Poitiers, elle continue à s'occuper des enfants. Elle accepte en 1950 d'y diriger le comité départemental de vigilance et d'action pour la protection de l'enfance malheureuse. 
Elle meurt le 14 janvier 1998 à Poitiers.

## Reconnaissance
Elle est reconnue Juste parmi les nations le 27 mars 1979 par l'institut de Yad Vashem, pour son implication dans le sauvetage des Juifs du département de l'Indre, et tout particulièrement pour la centaine d'enfants juifs dont elle s'est personnellement occupée. La cérémonie en son honneur a lieu deux ans après, dans le hall du souvenir du Yad Vashem, à Jérusalem, le 10 juin 1981.
L'historien Marc Bergère estime que cette femme catholique convaincue sait se mettre au service des autres sans exclusive, et que par ses actions et ses engagements « elle entre en résistance au sens plein du terme ».